# Ochthebius sumatrensis
Ochthebius sumatrensis är en skalbaggsart som beskrevs av Manfred A. Jäch 2001. Ochthebius sumatrensis ingår i släktet Ochthebius och familjen vattenbrynsbaggar. Inga underarter finns listade i Catalogue of Life.